# Hauptstraße 8 (Karlstadt)

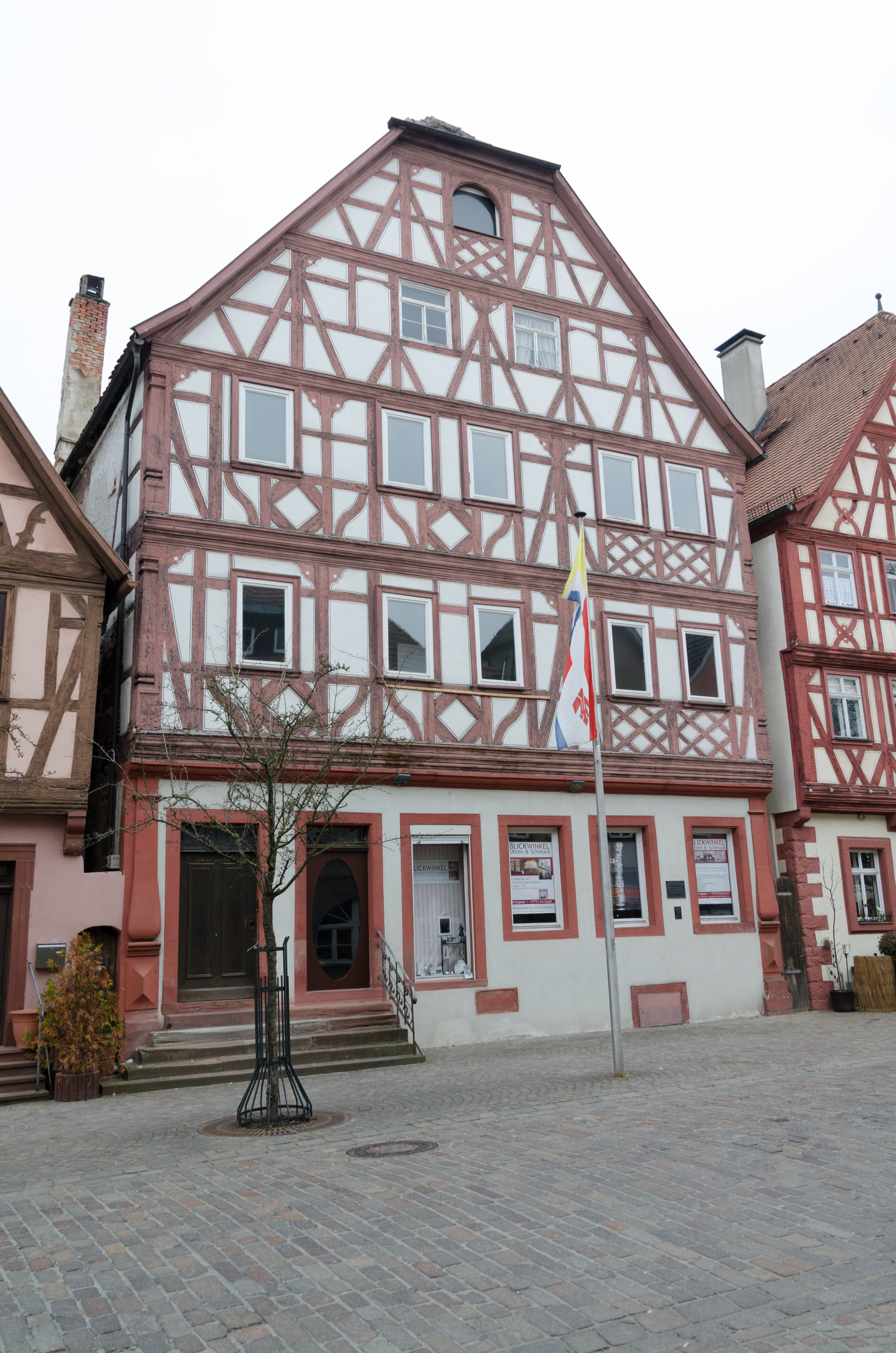
Haus Hauptstraße 8 in Karlstadt

Das Haus Hauptstraße 8 in Karlstadt, der Kreisstadt des unterfränkischen Landkreises Main-Spessart (Bayern), wurde im 17. Jahrhundert errichtet. Das Fachwerkhaus ist ein geschütztes Baudenkmal.

## Beschreibung
Das Erdgeschoss des stattlichen Giebelhauses aus dem 17. Jahrhundert wurde in späterer Zeit verändert. Auf dem Erdgeschoss stehen zwei Fachwerkstöcke und zwei Dachstöcke. Der erste Stock kragt vor.  Das Fachwerk wird von vielen Rauten geschmückt. Ebenso sind verschiedene Mannfiguren zu sehen. Die modernen Fenster ohne Sprossen, die bei der letzten Renovierung eingebaut wurden, stören den Gesamteindruck.